# Слама, Мирослав
Мирослав Слама (чеш. Miroslav Sláma; 17 февраля 1917, Тршебич — 30 ноября 2008, Таузанд-Окс) — чехословацкий хоккеист, выступавший за сборную Чехословакии по хоккею. Чемпион мира и Европы 1947 года, серебряный призёр зимних Олимпийских игр в Санкт-Морице.

## Биография
Мирослав Слама родился 17 февраля 1917 года в Тршебиче.
Начинал играть в хоккей в команде родного города, позднее поступил на юридический факультет Пражского университета, в 1939 году выиграл международный чемпионат университетских команд по хоккею. Во время второй мировой войны был в концентрационном лагере, располагавшемся на территории бывшего гарнизонного города Терезин. После окончания войны играл за клуб ЧЛТК Прага и за национальную сборную Чехословакии по хоккею. В 1948 году он стал серебряным призёром зимних Олимпийских играх в Санкт-Морице. В 1947 году стал чемпионом мира и Европы. Всего за сборную провёл 26 игр, забросил 9 шайб.
В декабре 1948 года, через 10 месяцев после коммунистического переворота в Чехословакии, Слама вместе со своей командой принимал участие в Кубке Шпенглера. Домой он уже не вернулся, оставшись в Швейцарии, где сначала играл за клуб «Давос», а затем тренировал на протяжении 5 лет. В 1953 году Слама уехал в США. Там он поступил в университет Денвера, где получил звание магистра по библиотечному делу. В 1966 году он стал управляющим библиотеки в колледже, в 1980 году вышел на пенсию.
В США Слама женился. С женой Бетти у них родилось три дочери: Джейн, Джуди и Энн.
Умер 30 ноября 2008 года в городе Таузанд-Окс, в возрасте 91 года.

## Достижения
- Чемпион мира 1947
- Чемпион Европы 1947 и 1948
- Серебряный призёр Олимпийских игр 1948